# Дюссельдорфський штадтбан
Дюссельдорфський штадтбан (нім. Stadtbahn Düsseldorf) — мережа ліній штадтбану в місті Дюссельдорф, Німеччина. В мережі використовується стандартна ширина колії та потяги що живляться від повітряної контактної мережі. Системою керує компанія Rheinbahn

## Історія
Рух трамваїв на кінні тязі відкрився в місті у 1876 році, перша електрифікована лінія відкрилася у 1896 році. У 1960-х роках розпочалося обговорення різних проектів подальшого розвитку громадського транспорту міста. Мережа існуючих на той час трамвайних маршрутів не задовольняла потреб міста, в центрі де сходилися всі лінії почали виникати затори. Спочатку планувалося замінити трамваї метро, але будівництво класичного метрополітену коштувало дуже дорого, тому міська влада віддала перевагу системі метротраму з підземними ділянками в центрі міста. Перша невелика підземна ділянка відкрилася у 1981 році, офіційне відкриття штадтбану сталося у 1988 році коли добудували основний тунель під центром міста.

### Хронологія відкриття тунелів
- 4 жовтня 1981 — ділянка «Nordstraße»—«Klever Straße» з 1,6 км.
- 6 серпня 1988 — ділянка «Nordstraße»—«Düsseldorf Hauptbahnhof» (з відгалуженням в напрямку «Tonhalle» та мосту через Рейн) з 6,2 км.
- 26 вересня 1993 — ділянка «Düsseldorf Hauptbahnhof»—«Kettwiger Straße» з 1,7 км.
- 16 червня 2002 — ділянка «Düsseldorf Hauptbahnhof»—«Kaiserslauterner Straße» з 2,1 км.
- 20 лютого 2016 — новий тунель через центр від залізничної станції «Wehrhahn» до залізничної станції«Bilk» з 3,4 км.

## Лінії
В місті 11 постійно діючіх ліній, більшість з яких виходить за межі міста та сполучає Дюссельдорф з найближчими містами Нойс, Мербуш, Крефельд, Дуйсбург та Ратінген що входять до округу Дюссельдорф. В системі 22 підземні станції; 16 у Дюссельдорфі та 6 у Дуйсбурзі. Центральний тунель відкритий у 1988 році має 4 колії. Доповнює систему мережа трамвайних маршрутів довжиною 78 км зі 178 зупинками.
- U70 починається від центральної станції «Düsseldorf Hauptbahnhof» та прямує до міста Крефельд, має 22,4 км з 18 станціями.
- U71 починається від залізничної станції «Rath» прямує до залізничної станції «Benrath», має 20,3 км та 42 станції.
- U72 починається від «Hellriegelstraße»  прямує до міста Ратінген, має 15,4 км з 31 станцією.
- U73 починається від «Gerresheim» до «Universität Ost/Botanischer Garten», має 10,5 км з 23 станціями.
- U74 починається від «Holthausen» до міста Мербуш, має 22,5 км з 31 станцією.
- U75 починається від «Eller» до залізничної станції «Neuss» в місті Нойс, має 15,6 км з 28 станціями.
- U76 починається від «Handelszentrum/Moskauer Straße» прямує до міста Крефельд, має 23 км з 28 станціями.
- U77 починається від «Holthausen» до «Am Seestern». має 11,6 км з 22 станціями.
- U78 починається від центральної станції «Düsseldorf Hauptbahnhof» до «ESPRIT arena/Messe Nord». має 7,6 км з 16 станціями.
- U79 починається від «Universität Ost/Botanischer Garten» прямує до міста Дуйсбург, має 41,3 км з 50 станціями.
- U83 починається від «Gerresheim Krankenhaus» до залізничної станції «Benrath»,має 35 станцій.

## Галерея

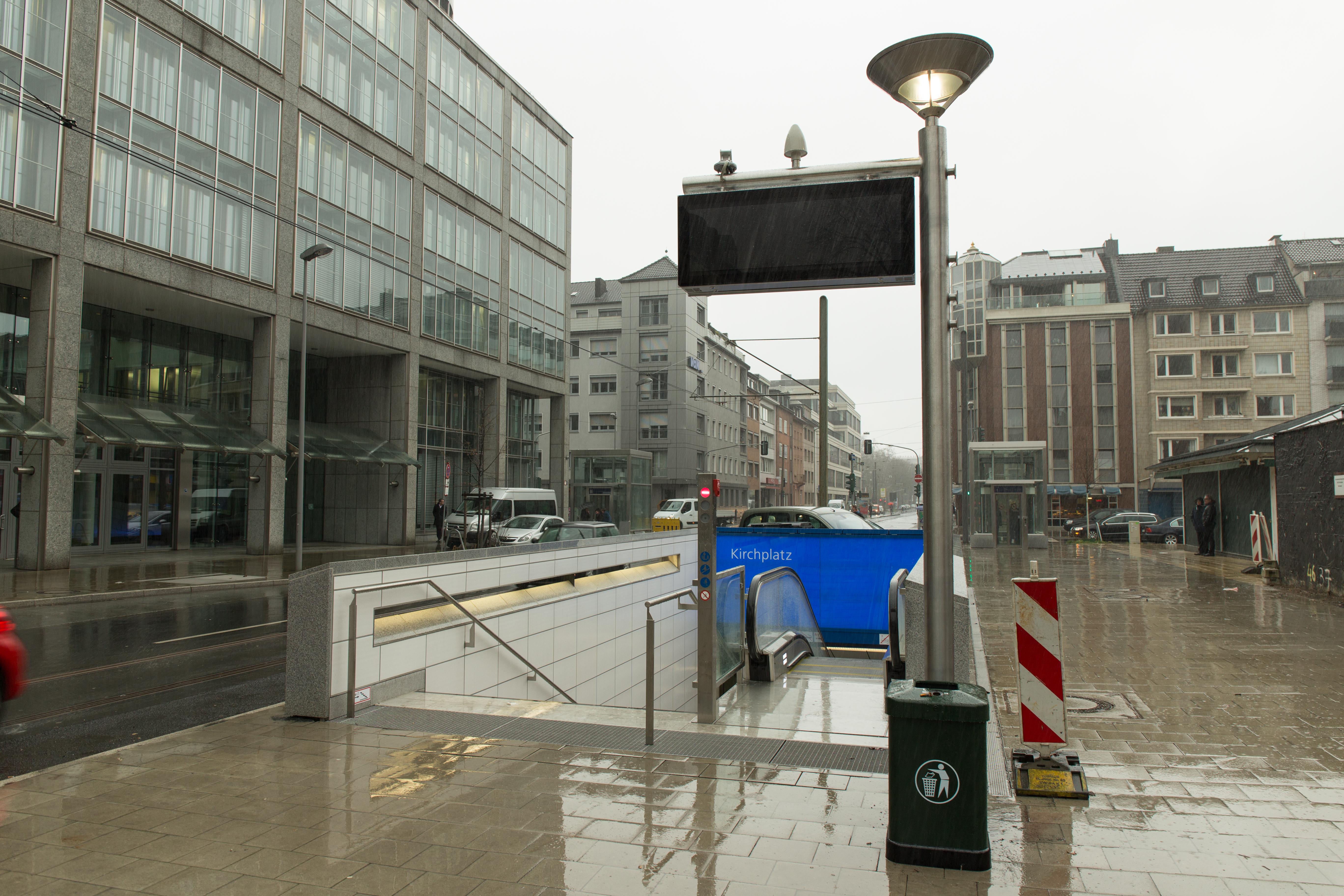
Вихід з підземної станції «Kirchplatz»
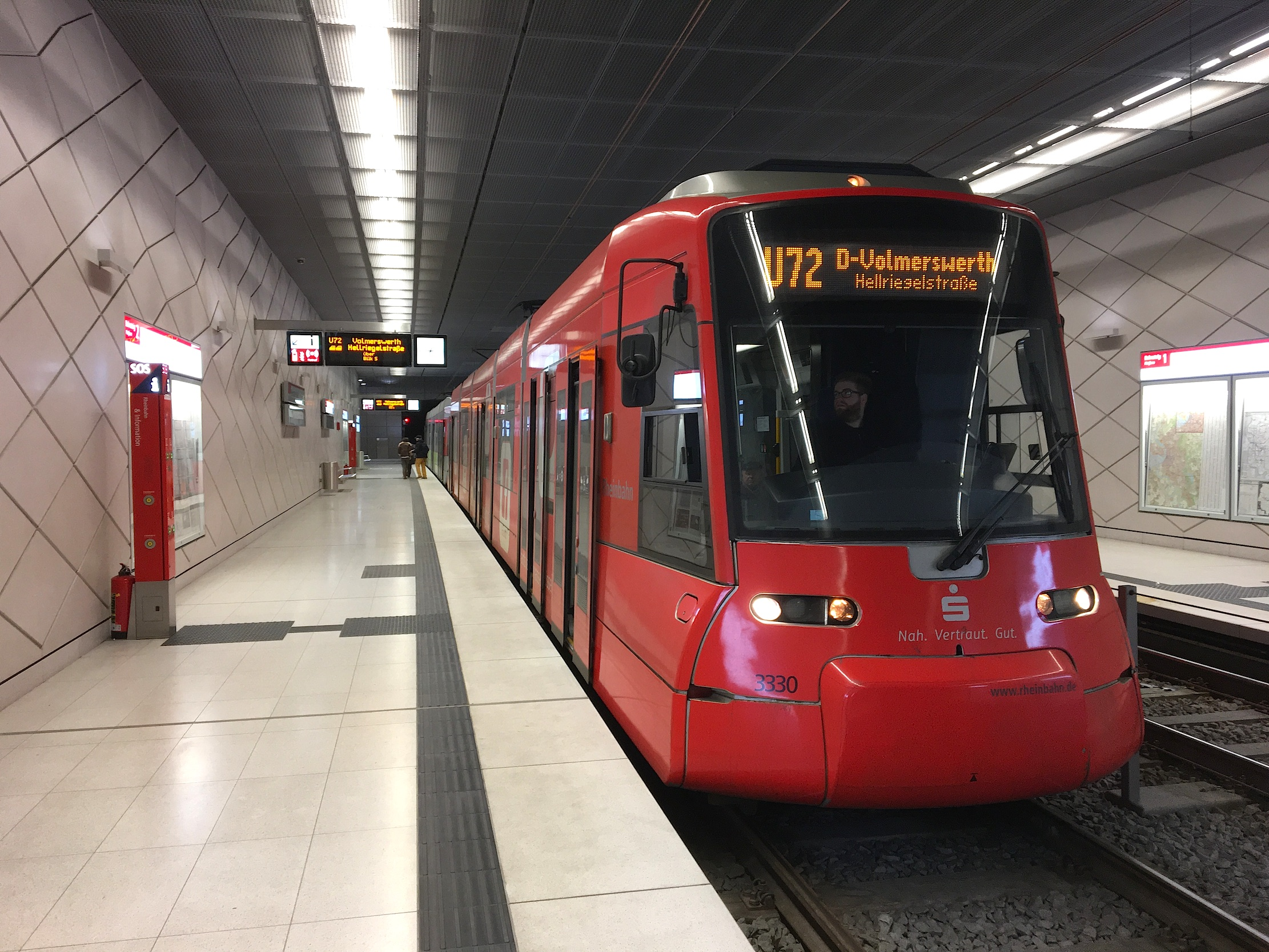
Потяг на підземній станції «Benrather Strasse»
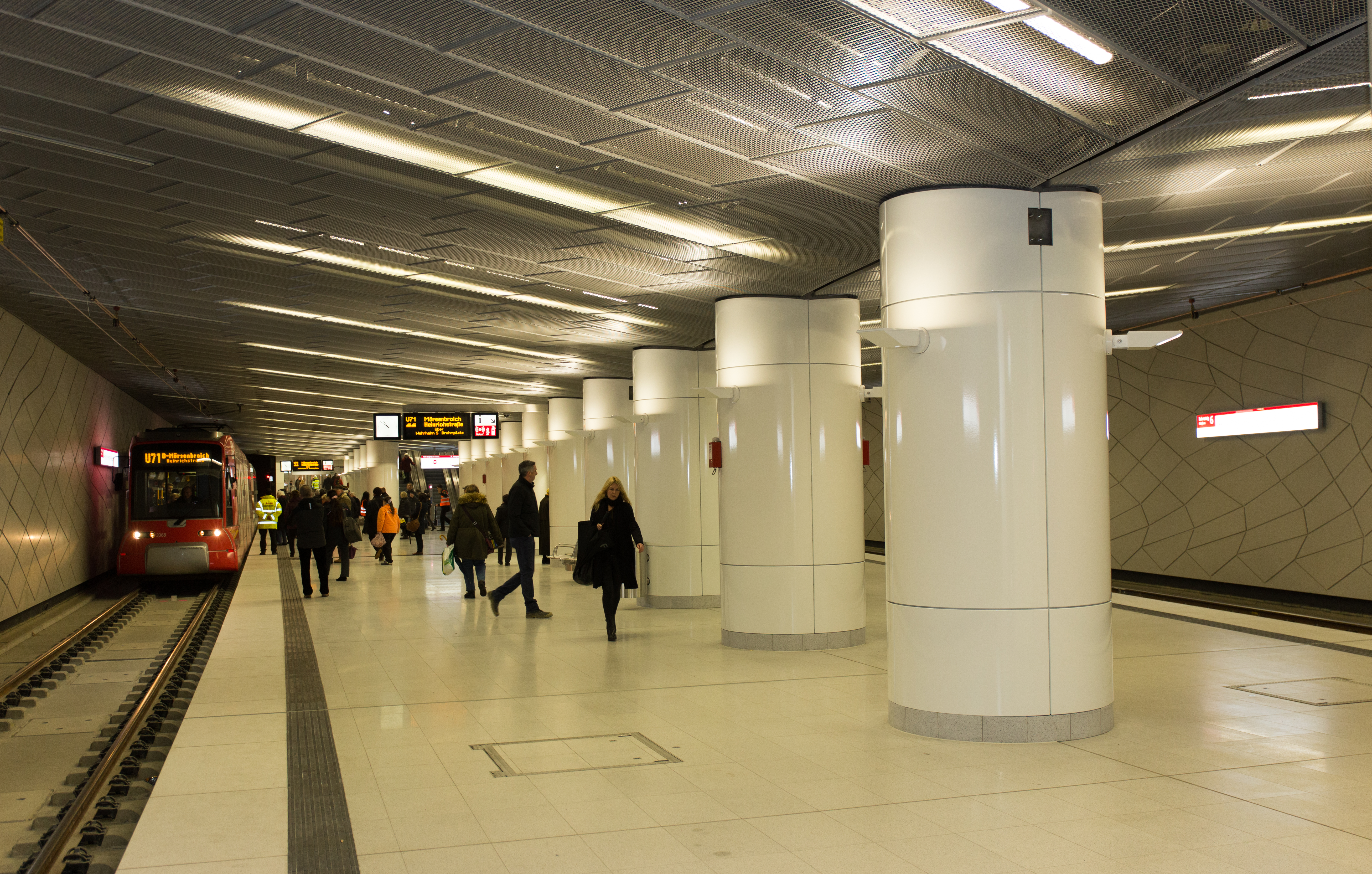
Платформа станції «Heinrich-Heine-Allee»
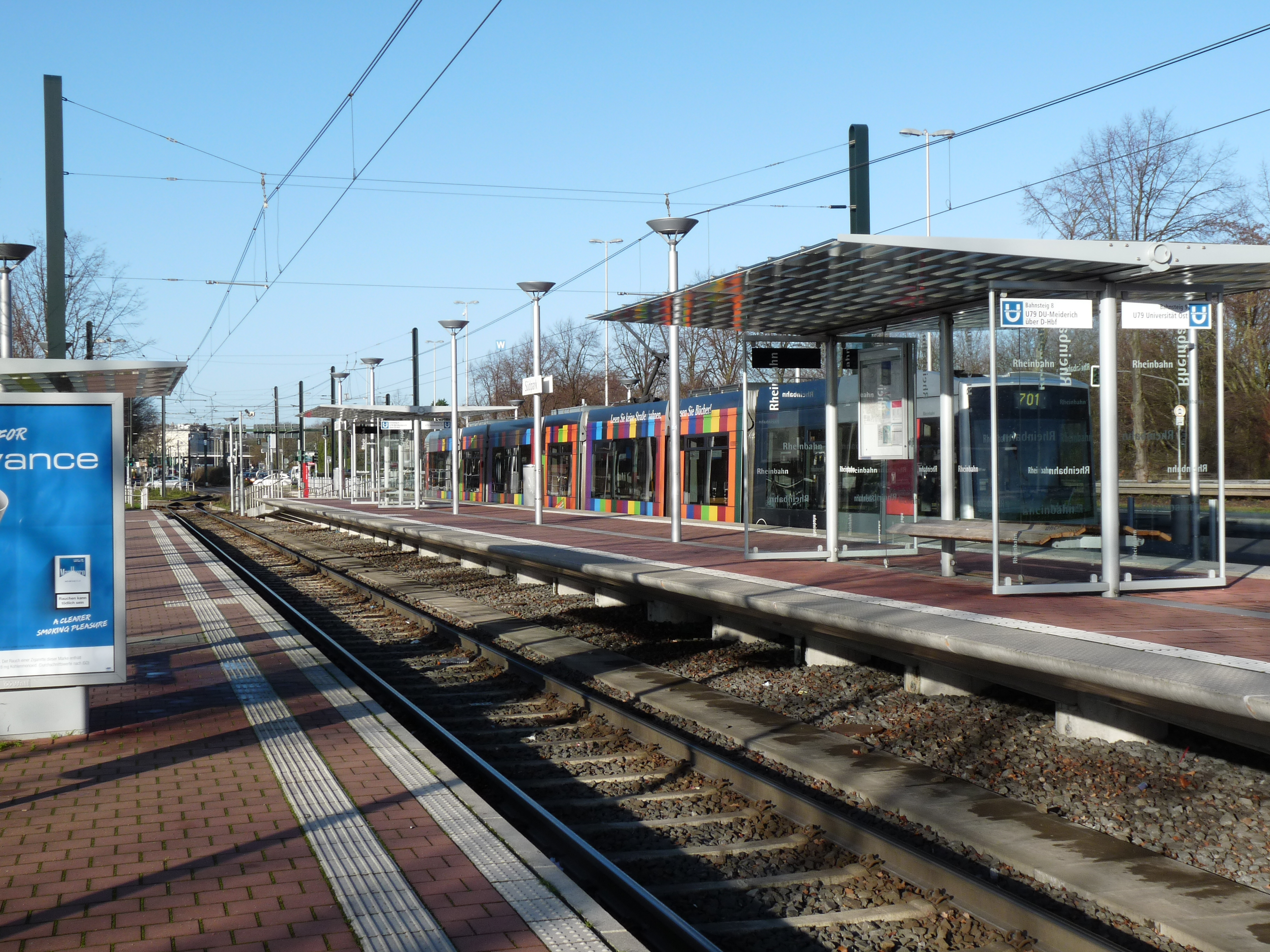
Наземна станція «Südpark»